# Plectris plaumanni
Plectris plaumanni är en skalbaggsart som beskrevs av Frey 1967. Plectris plaumanni ingår i släktet Plectris och familjen Melolonthidae. Inga underarter finns listade i Catalogue of Life.